# Minervina
Minervina fue la primera mujer del emperador Constantino I el Grande, si bien algunos no la consideran como mujer legítima, sino como una mera concubina, apoyada esta tesis por la escasa documentación que se tiene sobre su vida privada y ascendencia.
En 305 dio a luz a Crispo, el primer hijo varón del emperador. En los dos años siguientes, Constantino I se divorció de Minervina, o bien murió ésta, pues en 307 se celebró el matrimonio del emperador con Flavia Maxima Fausta, de la familia imperial.